# Johan Sinnich
Johan Sinnich (Cork, 1613 – Lovanio, 1668) è stato un teologo irlandese.
Docente di teologia a Lovanio dal 1639, fu sostenitore di Michele Baio e di Cornelius Jansen e talvolta si oppose apertamente al papa Urbano VIII.